# آگریا
آگریا (به لاتین: Agria) یک شهرک در یونان است که در شهرداری ولوس واقع شده‌است.